# 哈里·邓曼
哈里·邓曼（Harry Denman，1893年9月26日—1976年11月8日）是美国衛理會平信徒領袖，作為傳教士，他強調耶穌於西摩山的遭遇是生命的指導。邓曼強烈質疑現代物質主義，強調簡單生活，以及個人與所有人的關係，這種關係不分種族、性別和階級。他的個人財產非常少，經常只有一對鞋，又拒絕戴表，常以詢問時間來打開話題。他的好友葛培理常指邓曼是一個偉大的傳教士導師。
他於1893年9月26日，出生於亚拉巴马州的伯明翰。父母Hattie Leonard和William Harry Denman都是來自英格蘭告羅士打郡的移民。他於1921於伯明翰南方學院畢業，得到學士學位，1930獲社會工作的碩士學位。於1936年，獲亞拉巴馬州雅典州立大學的榮譽博士學位。1915年，邓曼曾是伯明翰主日學協會秘書，直到1919年，他接首伯明翰首個衛理教會的教堂經理為止。
於1938年，他被選為衛理會傳道委員的秘書。於1939年，他成為衛理教會屬下一個新部門的總秘書。. 他擔任總秘書期間，承起出版The Upper Room一書的任務。
於1949年1月31日，邓曼成為傳道基金的創辦之一。
1965年，邓曼由基金会董事会退下來，他將他最後的薪水捐給基金。他之後於美國和全世界來回穿梭傳教和主持佈道會。他於1976年11月8日於亞拉巴馬州的伯明翰逝世，享年83歲。
邓曼曾經在1967年來到台灣傳教。

## 書籍文獻
- Love Abounds: A Profile of Harry Denman, A Modern Disciple by Asbury Smith and J. Manning Potts ISBN B000H9KB44
- Harry Denman : A Biography by Harold Rogers ISBN 0-369-51177-8
- Prophetic Evangelist : The living legacy of Harry Denman, with foreword by Billy Graham writings compiled by Bishop Earl G. Hunt and Dr. Ezra Jones ISBN 0-8358-0686-3
- The Promise and the Power (Harry Denman lectures) by Alan Walker ISBN 0-7624-1682-3
- Denman's personal papers are archived at the Pitts Theology Library, Emory University

## 外部連結
- The Foundation for Evangelism （页面存档备份，存于）